# Seriate
Seriate est une commune italienne de la province de Bergame située dans la région Lombardie.

## Géographie
La commune s'étend sur 12,53 km2 dans l'hinterland bergamasque.

## Administration
| Période                                  | Période     | Identité         | Étiquette       | Qualité |
| ---------------------------------------- | ----------- | ---------------- | --------------- | ------- |
| 2014                                     | 2024        | Cristian Vezzoli | Ligue du Nord   |         |
| 2024                                     | en fonction | Gabriele Cortesi | Frères d'Italie |         |
| Les données manquantes sont à compléter. |             |                  |                 |         |

### Hameaux
Comonte, Cassinone, Pastrengo, Paderno

### Communes limitrophes
Albano Sant'Alessandro, Bagnatica, Bergame, Brusaporto, Calcinate, Cavernago, Gorle, Grassobbio, Orio al Serio, Pedrengo